# T. Rowe Price
T. Rowe Price (NYSE : TROW) est une entreprise américaine de gestion d'actifs basée à Baltimore (Maryland, États-Unis).
Fondée en 1937, elle est aujourd'hui classée 914e du Fortune 1000 (classement des 1000 plus grandes entreprises américaines par chiffre d'affaires).
Son siège social se situe à Baltimore et cette entreprise américaine possède des bureaux à travers 13 pays répartis dans le monde.